# Инаугурација председника Џимија Картера
Инаугурација Џимија Картера као 39. председника Сједињених Америчких Држава одржана је у четвртак, 20. јануара 1977, у Источном портику Капитола Сједињених Држава у Вашингтону, Дистрикт Колумбија. Ово је била 48. инаугурација и обележила почетак јединог мандата оба Џимија Картера као председник и Волтера Мондејла као потпредседник. Врховни судија Ворен Е. Бергер давао је председничку заклетву Картеру,а председник дома Тип О'Нил положио је потпредседничку заклетву Мондејлу. Ово је била последња инаугурација одржана на источном тријему зграде Капитола. Тачно четрдесет година касније, Картер је присуствовао инаугурацији Доналда Трампа, поставши први председник САД који је обележио 40. годишњицу инаугурације.